# فرودگاه منطقه‌ای مکینی کولین
فرودگاه منطقه‌ای مکینی کولین (به انگلیسی: Collin County Regional Airport at McKinney) یک فرودگاه همگانی بهره‌برداری هوایی است که یک باند فرود بتن دارد و طول باند آن ۲۱۳۴ متر است. این فرودگاه در کشور ایالات متحده آمریکا قرار دارد و در ارتفاع ۱۷۸ متری از سطح دریا واقع شده‌است.